# Psaume 125 (124)

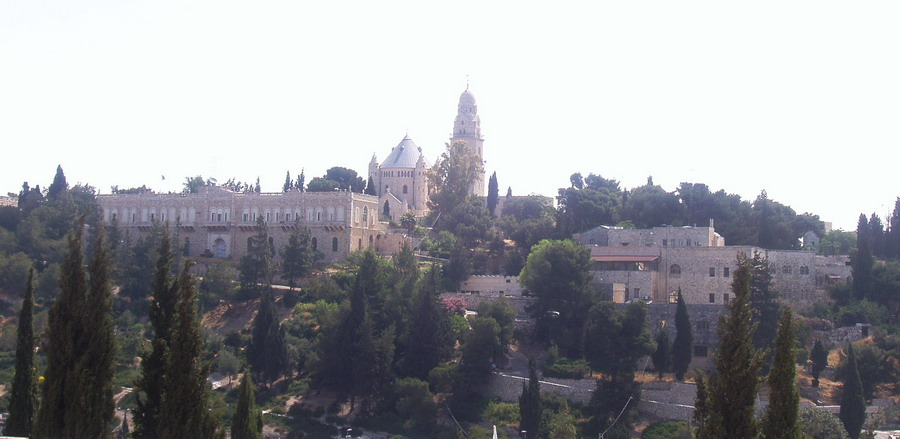
Le mont Sion, près de Jérusalem, est évoqué dans le psaume 125.

Le psaume 125 (124 selon la numérotation grecque) est l'un des quinze chants des montées, appelés aussi cantiques de degrés. C'est un psaume de confiance.

## Texte
| verset | original hébreu                                                             | traduction française de Louis Segond | Vulgate latine                                                                                              |
| ------ | --------------------------------------------------------------------------- | --- | --- |
| 1      | שִׁיר, הַמַּעֲלוֹת:הַבֹּטְחִים בַּיהוָה-- כְּהַר-צִיּוֹן לֹא-יִמּוֹט, לְעוֹלָם יֵשֵׁב                      | [Cantique des degrés.] Ceux qui se confient en l’Éternel sont comme la montagne de Sion : elle ne chancelle point, elle est affermie pour toujours. | [Canticum graduum] Qui confidunt in Domino sicut mons Sion non commovebitur in aeternum qui habitat         |
| 2      | יְרוּשָׁלִַם-- הָרִים, סָבִיב לָהּ:וַיהוָה, סָבִיב לְעַמּוֹ-- מֵעַתָּה, וְעַד-עוֹלָם                    | Des montagnes entourent Jérusalem ; ainsi l’Éternel entoure son peuple, dès maintenant et à jamais.                                                 | In Hierusalem montes in circuitu eius et Dominus in circuitu populi sui ex hoc nunc et usque in saeculum    |
| 3      | כִּי לֹא יָנוּחַ, שֵׁבֶט הָרֶשַׁע-- עַל, גּוֹרַל הַצַּדִּיקִים:לְמַעַן, לֹא-יִשְׁלְחוּ הַצַּדִּיקִים בְּעַוְלָתָה יְדֵיהֶם | Car le sceptre de la méchanceté ne restera pas sur le lot des justes, afin que les justes ne tendent pas les mains vers l’iniquité.                 | Quia non relinquet virgam peccatorum super sortem iustorum ut non extendant iusti ad iniquitatem manus suas |
| 4      | הֵיטִיבָה יְהוָה, לַטּוֹבִים; וְלִישָׁרִים, בְּלִבּוֹתָם                                        | Éternel, répands tes bienfaits sur les bons et sur ceux dont le cœur est droit !                                                                    | Benefac Domine bonis et rectis corde                                                                        |
| 5      | וְהַמַּטִּים עֲקַלְקַלּוֹתָם-- יוֹלִיכֵם יְהוָה, אֶת-פֹּעֲלֵי הָאָוֶן:שָׁלוֹם, עַל-יִשְׂרָאֵל                  | Mais ceux qui s’engagent dans des voies détournées, que l’Éternel les détruise avec ceux qui font le mal ! Que la paix soit sur Israël !            | Declinantes autem in obligationes adducet Dominus cum operantibus iniquitatem pax super Israhel             |

## Usages liturgiques

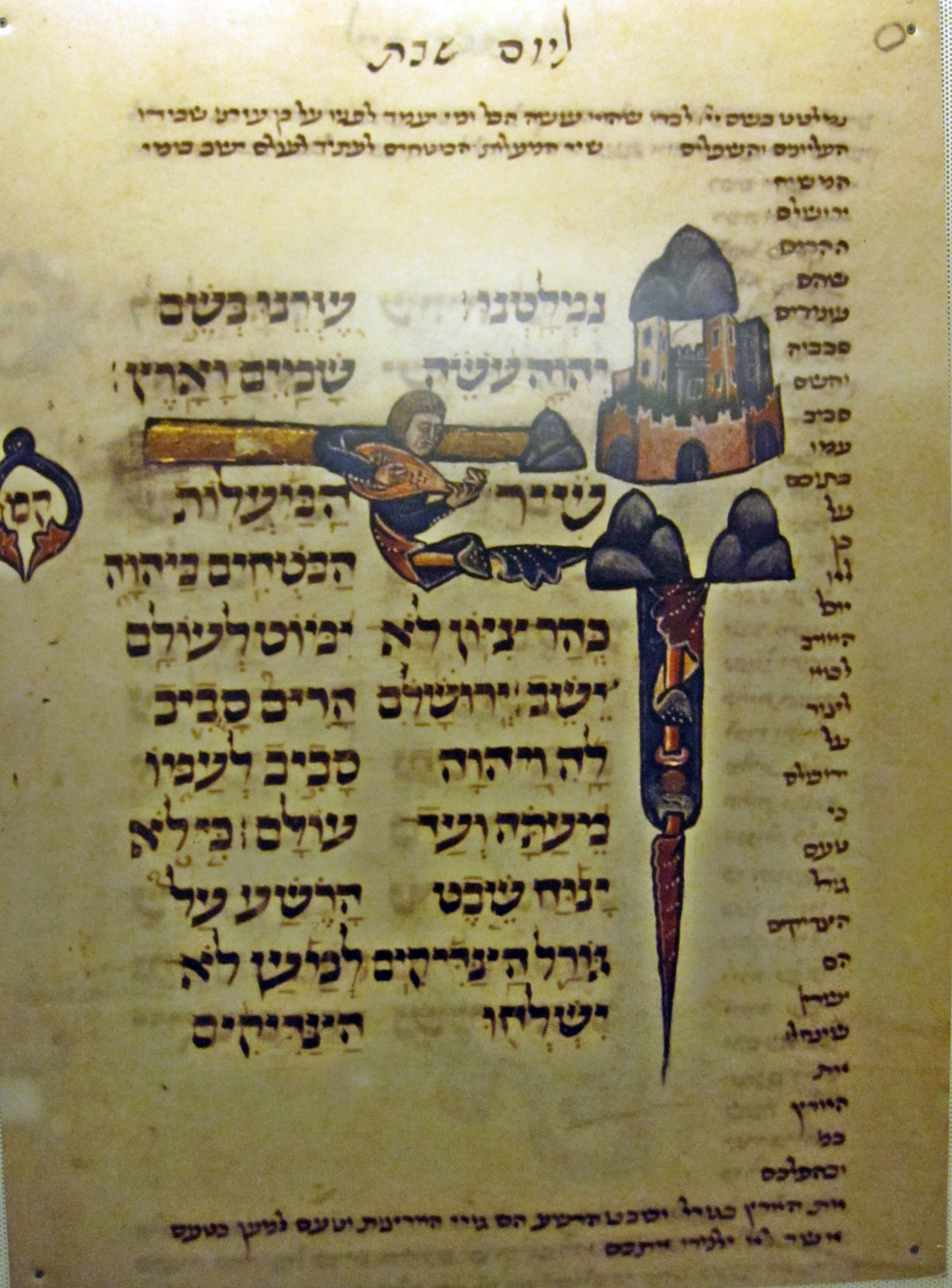
Un cantique des degrés, sur un parchemin du XIII. L’enluminure évoque le premier verset du psaume 125.

### Dans le judaïsme
Le psaume 125 est récité entre Souccot et le Shabbat Hagadol.

### Dans le christianisme

#### Chez les catholiques
Vers 530, saint Benoît de Nursie attribua ce psaume à l'office de sexte pendant la semaine, à savoir du mardi jusqu'au samedi, après les psaume 123 (122) et psaume 124 (123), d'après sa règle de saint Benoît.
Dans la liturgie des Heures, le psaume 125 est actuellement récité ou chanté aux vêpres du lundi de la troisième semaine.

## Mise en musique
Marc-Antoine Charpentier a composé sur le psaume 125 vers 1679 In convertendo Dominus, pour solistes, double chœur, cordes, et basse continue, H 169.
Sébastien de Brossard et Charles-Hubert Gervais ont composé un motet  In convertendo Dominus.
Jean-Philippe Rameau a composé le motet In convertendo vers 1723.

## voir aussi